# Oskar Klein
Oskar Benjamin Klein (n. 15 septembrie 1894, Mörby⁠(d), Comitatul Stockholm, Suedia – d. 5 februarie 1977, Stockholm, Suedia) a fost un fizician suedez de etnie ebraică, specialist în fizica teoretică.
I-a fost student lui Svante Arrhenius la Institutul Nobel din Norvegia. A lucrat câțiva ani cu Niels Bohr la Universitatea din Copenhaga.
A adus contribuții la elaborarea teoriei Kaluza-Klein privind unificarea teoriei câmpurilor gravitaționale cu cele electromagnetice.
I se atribuie și ecuația Klein-Gordon ca versiune relativistică a ecuației lui Schrödinger.